# Friedrich Rotter
Friedrich Otto Rotter (* 3. September 1901 in München; † 12. Januar 1973 in Fulda) war ein deutscher Priester und römisch-katholischer Theologe.

## Leben
Von 1921 bis 1925 studierte er an der Universität München und 1925 an der Universität Bonn (1925 erstes theologisches Examen) und 1926 am Priesterseminar Speyer. Nach der Promotion 1928 in Bonn zum Dr. phil. und der Promotion 1934 zum Dr. theol. an der Universität Freiburg im Breisgau war er von 1936 bis 1945 Professor im Pius-Seminar Würzburg für Philosophie und Theologie. Nach der Habilitation 1943 an der Universität Wien war er von 1946 bis 1956 Professor an der PTH Fulda. Von 1956 bis 1965 war er Professor für Apologetik und Religionswissenschaft in Mainz.

## Schriften (Auswahl)
- Die Gabe unseres Daseins. Das Problem der Existenzphilosophie im Blickfeld der „immerwährenden Philosophie“. Mainz 1962, OCLC 263645428.
- Vom Wissen zum Glauben an Jesus Christus. Über religiöses Innewerden, Glaubenserfahrung und das Axiom der Theologie. Aschaffenburg 1964, OCLC 451515220.
- Was sagt uns die Philosophie über Gott? Von der Antike bis zur Gegenwart. Aschaffenburg 1969, OCLC 951418485.
- Der Gott des Herzens und des Verstandes. Aschaffenburg 1971, OCLC 721311783.